# Zwischen dir und mir
Zwischen dir und mir (jap. 私たちには壁がある。, Watashi-tachi ni wa Kabe ga Aru.) ist eine Mangaserie von Haru Tsukishima, die von 2013 bis 2017 in Japan erschien. Das Werk ist in die Genres Shōjo, Comedy und Drama einzuordnen und wurde in mehrere Sprachen übersetzt.

## Inhalt
Reita Kikuchi und Makoto Sakurai kennen sich noch aus dem Sandkasten, ihre Eltern sind gut befreundet. Doch mit der Zeit wurde der zu einem gutaussehenden Jugendlichen herangewachsene Reita eitel und entfremdete sich von Makoto. Er wurde ohnehin von allen Mädchen umschwärmt. Doch nachdem er sich von seiner letzten Freundin getrennt hat, bietet er plötzlich Makoto eine Beziehung an – weil diese doch sonst niemanden abbekäme. Diese Unverschämtheit lehnt Makoto ab, obwohl sie tatsächlich noch nie eine Beziehung hatte. Reita war für sie immer wie ein Bruder und auch andere Jungs hat sie wie Kumpels behandelt und so hat sich noch keiner in sie verliebt. Sie will Reita beweisen, dass sie ihn nicht braucht, und versucht vergeblich einen älteren Freund zu finden. Schließlich endet sie bei Goto, der ihr jedoch schnell zu aufdringlich wird, sodass Makoto dann von Reita gerettet werden muss.
Da sie aber schon damit angegeben hat, einen Freund zu haben, und nicht als Lügnerin dastehen will, geht Makoto nun auf Reitas Angebot ein. Beider Eltern sind sehr erfreut darüber und organisieren ihnen eine Verabredung im Zoo. Makoto will weiterhin eigentlich keine Beziehung mit Reita, zumal der sich wenig einfühlsam verhält. Doch merkt sie auch, dass sie sich immer mehr zu ihm hingezogen fühlt.

## Veröffentlichung
Die Serie erschien von 2013 bis 2017 im Magazin Dessert beim Verlag Kodansha in Japan. Dieser brachte die Kapitel auch in sieben Sammelbänden heraus. Der 6. Band verkaufte sich in den ersten beiden Wochen nach Veröffentlichung im Jahr 2016 fast 40.000 Mal.
Eine englische Übersetzung erscheint bei Kodanshas Ableger in den USA. Eine deutsche Fassung wurde von Oktober 2018 bis Oktober 2019 von Kazé Deutschland herausgegeben und umfasst alle sieben Bände. Die Übersetzung stammt von Dorothea Überall.